# Mouna's Keuken
Mouna's Keuken is een tiendelige Nederlandse dramaserie, geschreven en bedacht door Mouna Goeman Borgesius, Lisa de Rooy en Margo Dames. De eerste aflevering was op vrijdag 18 maart 2016 op NPO 2 rond de klok van elven.
Centraal in de serie staat de keuken van Mouna waar het wel en wee van haar man en vrienden aan tafel wordt besproken, onder het genot van een hapje en een drankje. In iedere aflevering wordt eveneens een recept behandeld.

## Afleveringen
1. Zoet en zout
2. Coco's viskoekjes
3. Troostsoep
4. Stoofpotje a la Elly
5. Well-done
6. Hangop
7. Worstendraaien
8. Puttanesca
9. Het witte goud
10. Moddertaart

## Rolverdeling
- Mouna - Mouna Goeman Borgesius

Kookboekenschrijfster en levenspartner van Frans. Kookt elke vrijdagavond voor haar vrienden die lief en leed met elkaar delen.
- Frans - Marcel Faber

Redacteur bij een dagblad en hypochondrisch van aard. Probeert ontslag aan te vechten met hulp van Dennis.
- Coco - Margo Dames

Alleenstaand en van beroep fotografe. Had verkering met Dennis op de Middelbare school.
- Dennis - Marcel Musters

Advocaat arbeidsrecht. Homoseksueel. Zijn geliefde is een jaar geleden overleden. Neemt af en toe zijn demente moeder Elly mee.
- Anneloes - Lisa de Rooy

Oorspronkelijk beeldend kunstenares. Doet tegenwoordig allerhande klusjes. Was getrouwd met een Iraanse man en heeft een zoon.
- Patty - Christine van Stralen

Zus van Frans. Ligt na 20 jaar huwelijk in scheiding met Peter. Woont tijdelijk bij Anneloes in.
- Peter - Tjeerd Bischoff

Geeft les op school. Heeft samen met Patty twee kinderen. Gaat verhouding aan met jongere studente na verbroken relatie.  